# Media agency
Con il termine media agency si possono indicare le società che aiutano privati, aziende e pubbliche amministrazioni a scegliere i canali e dosare i mezzi per comunicare con clienti e cittadini, gestire le relazioni interpersonali tra di essi e a ricercare, attraverso campagne di comunicazione od ottimizzazione, nuova clientela potenziale.
In Italia, il termine media agency viene spesso confuso con agenzia di pubblicità, web agency, servizi di marketing in generale, ma alcune sfumature fanno sì che un'agenzia di comunicazione (potrebbe, questa, essere una traduzione del termine inglese) assuma in sé parzialmente o integralmente le funzioni delle suddette altre agenzie di promozione.

## Caratteristiche
Un'agenzia di comunicazione non si limita a studiare le strategie per il posizionamento di un servizio o prodotto o a promuovere in maniera più o meno corretta società, enti o eventi: il lavoro di un'agenzia di comunicazione risiede nel più ampio e complesso studio di un messaggio, della sua canalizzazione, e della sua corretta interpretazione ad un target più o meno omogeneo, al fine di massimizzare gli investimenti di promozione (aziendali o pubblici) e rendere comprensibile ed efficace una campagna di comunicazione.
Una media agency analizza molteplici aspetti che vanno dalle abitudini dei consumatori alle caratteristiche dei messaggi da proporre al proprio target di riferimento, fino alla realizzazione di una campagna di comunicazione integrata, che faccia uso dei più specifici mezzi di comunicazione di massa (media) al fine da rendere ottimale il rapporto investimento / conversione da parte delle aziende committenti.
Il lavoro di pianificazione e realizzazione di una campagna di comunicazione deve essere, infine, valutato in termini statistici e di analisi metodologica, empiricamente verificabili attraverso ricerche di mercato, interviste ermeneutiche, interpretazione dei dati, al fine di rendere evidente (o meno) la reale risposta del target al messaggio veicolato durante la campagna stessa.

## Caratteristiche dei media
I principali media su cui opera una media agency vanno dagli strumenti di comunicazione classici, quali ad esempio la stampa, la radio o la televisione e toccano sempre più da vicino le realtà comunicative della modernità telematica quali ad esempio Internet, i social network, le community, ecc.
Un bravo "pianificatore di comunicazione" conosce gli aspetti e le potenzialità dei singoli mezzi di comunicazione, e ne usufruisce per massimizzare la qualità della comunicazione, riducendo i costi e migliorando il ritorno economico per i propri clienti. Ovviamente queste competenze a 360 gradi non sono comuni a tutte le agenzie di comunicazione, ed ecco che nascono collaborazioni e network collaborativi, con specifiche mansioni e competenze.